# Arabisch-Byzantinische Kriege
Frühe Schlachten
Mu'ta – Tabūk – Dathin – Firaz
Arabische Eroberung der Levante
Qartin – Bosra – Adschnadain – Mardsch ar-Rahit – Fahl – Damaskus – Mardsch ad-Dibadsch – Emesa – Jarmuk – Jerusalem – Hazir – Aleppo
Arabische Eroberung Ägyptens 
Heliopolis – Alexandria – Nikiou
Umayyadische Eroberung Nordafrikas
Sufetula – Vescera – Karthago
Umayyadidische Invasion Anatoliens
 und Konstantinopels
Eiserne Brücke – Germanikeia – 1. Konstantinopel – Sebastopolis – Tyana – 2. Konstantinopel – Nikäa – Akroinon
Arabisch-byzantinischer Grenzkrieg
Kamacha – Kopidnadon – Krasos – Anzen und Amorion – Mauropotamos – Lalakaon – Bathys Ryax
Sizilien und Süditalien
1. Syrakus – 2. Syrakus – Feldzüge des Maniakes
Byzantinischer Gegenschlag
Marasch – Raban – Andrassos – Feldzüge des Nikephoros Phokas – Feldzüge des Johannes Tzimiskes – Orontes – Feldzüge Basileios’ II. – Azaz
Seeoperationen
Phoinix – Muslimische Eroberung Kretas – Thasos – Damiette – Thessalonike – Byzantinische Rückeroberung Kretas
Die arabisch-byzantinischen Kriege waren eine Reihe von Kriegen vom 7. bis 11. Jahrhundert zwischen mehreren arabischen Dynastien und dem Byzantinischen Reich. Die muslimischen arabischen Kalifate eroberten große Teile des christlichen byzantinischen Reiches und griffen erfolglos die byzantinische Hauptstadt Konstantinopel an. Die Grenze zwischen den kriegführenden Parteien blieb drei Jahrhunderte lang recht stabil, bevor die Byzantiner einen Teil der verlorenen Gebiete zurückerobern konnten.
Die Konflikte begannen während der frühen muslimischen Eroberungen unter dem expandierenden Raschidun. In den 630er Jahren griffen Raschidun-Truppen von der Arabischen Halbinsel aus die südlichen Provinzen von Byzanz an und überrannten sie rasch. Syrien wurde 638/39 eingenommen und Ägypten fiel 642 an die Araber. Das Exarchat von Karthago wurde zwischen 647 und 670 schrittweise erobert. Ab den 650er Jahren drangen arabische Flotten in das Mittelmeer ein, das sich zu einem wichtigen Schlachtfeld entwickelte. Beide Seiten starteten Raubzüge und Gegenangriffe auf Inseln und Küstensiedlungen. Auf die Raschidun folgten 661 die Umayyaden, die in den folgenden fünfzig Jahren die byzantinische Cyrenaika eroberten und wiederholt Überfälle auf das byzantinische Kleinasien unternahmen. Die umayyadischen Truppen belagerten Konstantinopel zweimal, von 674 bis 678 und von 717 bis 718, konnten die stark befestigte byzantinische Hauptstadt jedoch nicht einnehmen.
Nach der gescheiterten zweiten Belagerung stabilisierte sich die Grenze am Taurusgebirge in Kleinasien. Die Umayyaden starteten häufige Angriffe über diese Grenze, die von beiden Seiten stark befestigt war, und die umliegende Region wurde entvölkert. In dieser Zeit waren die Byzantiner meist in der Defensive, vermieden offene Feldschlachten und zogen sich lieber in ihre befestigten Anlagen zurück. Nach 740 begannen sie, wieder eigene Raubzüge über die Grenze und auf dem Seeweg zu unternehmen.
Im Jahr 750 wurden die Umayyaden durch das Abbasiden gestürzt, die weniger expansiv waren als ihre Vorgänger und nicht versuchten, die Byzantiner vollständig zu besiegen; es wurden Botschaften ausgetauscht und es gab mehrere Perioden des Waffenstillstands. Dennoch blieben Konflikte die Regel, mit fast jährlichen Überfällen und Gegenangriffen, entweder durch die Abbasiden selbst oder durch lokale Klientelherrscher, die bis zur Mitte des 10. Jahrhunderts anhielten. Byzantinische Versuche, die verlorenen Gebiete zurückzuerobern, provozierten abbasidische Vergeltungsmaßnahmen in Form von zerstörerischen Invasionen in Kleinasien. Die arabischen Seeüberfälle erreichten im 9. und frühen 10. Jahrhundert ihren Höhepunkt: Ihre Flotten griffen die Küsten Italiens und Dalmatiens an, während die Vasallen der Abbasiden 827 Kreta eroberten und von 831 bis 878 nach und nach Sizilien einnahmen.
Aufgrund von politischer Instabilität ab 861 begann für den Abbasidenstaat eine Zeit des Niedergangs und der Zersplitterung. Gleichzeitig begannen die Byzantiner unter ihren Kaisern aus der makedonischen Dynastie einen erneuten Aufschwung. Von ca. 920 bis 976 drängten die Byzantiner die arabischen Truppen zurück und eroberten einige ihrer verlorenen Gebiete in Nordsyrien und Armenien zurück. Das Emirat von Kreta wurde im Jahr 961 zurückerobert. Ende des 10. Jahrhunderts hatte das Fatimidenkalifat die Abbasiden als arabische Großmacht abgelöst; sie stoppten den byzantinischen Vormarsch. Die Grenze blieb stabil, bis die Seldschuken in den 1040er und 1050er Jahren begannen, Gebiete sowohl von den Arabern als auch von den Byzantinern zu erobern, wodurch das Seldschukenreich entstand und die byzantinisch-seldschukischen Kriege begannen.

## Hintergrund
Die langwierigen und erbittert geführten römisch-persischen Kriege des 6. und 7. Jahrhunderts und die wiederkehrenden Ausbrüche der Beulenpest (Justinianische Pest) ab Mitte des 6. Jahrhunderts ließen das Byzantinische Reich und das persische Sassanidenreich erschöpft und verwundbar gegenüber dem plötzlichen Auftauchen des Islams und der Expansion der Araber zurück. Der letzte der Kriege zwischen den beiden spätantiken Großmächten, die sich von 502 bis 628 fast permanent im Kriegszustand befunden hatten, endete scheinbar mit einem großen Sieg der Byzantiner: Kaiser Herakleios gewann alle verlorenen Gebiete zurück und stellte 629 das Wahre Kreuz in Jerusalem wieder her. Beide Reiche waren aber völlig erschöpft und hatten keine Zeit, sich zu erholen, denn innerhalb weniger Jahre gerieten sie in einen Konflikt mit den Arabern.
In den späten 620er Jahren war es dem islamischen Propheten Mohammed bereits gelungen, einen Großteil Arabiens durch Eroberungen und Bündnisse mit benachbarten Stämmen unter muslimische Herrschaft zu bringen, und unter seiner Führung fanden die ersten muslimisch-byzantinischen Scharmützel statt. Nur wenige Monate nachdem sich Kaiser Herakleios und der persische General Schahrbaraz im Jahr 629 auf Bedingungen für den Rückzug der persischen Truppen aus den besetzten byzantinischen Ostprovinzen geeinigt hatten, standen sich arabische und byzantinische Truppen in der Schlacht von Mu'ta gegenüber, als Reaktion auf die Ermordung von Mohammeds Botschafter durch die Ghassaniden, ein byzantinisches Vasallenkönigreich. Mohammed starb 632 und wurde von Abu Bakr abgelöst, dem ersten Kalifen, der nach den erfolgreichen Ridda-Kriegen, die zur Konsolidierung eines mächtigen muslimischen Staates auf der gesamten Halbinsel führten, die unbestrittene Kontrolle über die gesamte arabische Halbinsel hatte.

Islamische Expansion
Expansion unter Mohammed, 622–632
Expansion während der Raschidun, 632–661
Expansion während der Umayyaden, 661–750

Muslimischen Biografien zufolge führte Mohammed, nachdem er durch Spione die Information erhalten hatte, dass sich byzantinische Truppen in Nordarabien konzentrierten und die Absicht hatten, in Arabien einzumarschieren, eine muslimische Armee nach Tabuk im heutigen Nordwesten Saudi-Arabiens, um die byzantinische Armee präventiv anzugreifen, die sich jedoch zuvor zurückgezogen hatte. Obwohl es sich nicht um eine Schlacht im herkömmlichen Sinne handelte, stellte der Feldzug nach Tabūk dennoch die erste arabische Begegnung mit den Byzantinern dar. Sie führte jedoch nicht unmittelbar zu einer militärischen Konfrontation.
Es gibt keinen zeitgenössischen byzantinischen Bericht über die Tabuk-Expedition, und viele der Details stammen aus viel späteren muslimischen Quellen. Es wurde behauptet, dass in einer byzantinischen Quelle möglicherweise auf die Schlacht von Mu'ta Bezug genommen wird, die traditionell auf das Jahr 629 datiert wird, aber dies ist unklar. Die ersten Kämpfe könnten als Konflikte mit den arabischen Klientelstaaten des byzantinischen und des sassanidischen Reiches begonnen haben: den Ghassaniden und den Lachmiden von Al-Hīra. In jedem Fall führten die muslimischen Araber nach 634 eine umfassende Offensive gegen beide Reiche durch, die zur Eroberung der Levante, Ägyptens und Persiens durch die Muslime führte. Die erfolgreichsten arabischen Generäle waren Chālid ibn al-Walīd und ʿAmr ibn al-ʿĀs.

### Arabische Eroberung Syriens: 634–638
In der Levante wurde die eindringende Raschidun-Armee von einer byzantinischen Armee bekämpft, die sich aus kaiserlichen Truppen und lokalen Verbündeten zusammensetzte. Islamischen Historikern zufolge begrüßten die Monophysiten und Juden in ganz Syria die Araber als Befreier, da sie mit der Herrschaft der Byzantiner unzufrieden waren. In der neueren Forschung ist dies allerdings umstritten, da es genug Beispiele für teils erbitterten Widerstand gibt und es zudem später (trotz einer vergleichsweise toleranten Politik der arabischen Eroberer zumindest zu Beginn) zu Aufständen speziell in Ägypten kam.
Der byzantinische Kaiser Herakleios war erkrankt und konnte seine Armee nicht persönlich anführen, um den arabischen Eroberungen Syriens und des oströmischen Palästina im Jahr 634 zu widerstehen. In einer Schlacht bei Ajnadayn im Sommer 634 errang die arabische Armee einen entscheidenden Sieg. Nach ihrem Sieg in der Schlacht von Fahl eroberten die muslimischen Truppen 634 Damaskus unter dem Kommando von Chālid ibn al-Walīd. Die byzantinische Antwort bestand in der Sammlung und Entsendung der größtmöglichen Anzahl verfügbarer Truppen unter wichtigen Befehlshabern, darunter Theodore Trithyrius und der armenische General Vahan, um die Muslime aus ihren neu eroberten Gebieten zu vertreiben.
In der Schlacht am Jarmuk im Jahr 636 jedoch lockten die Muslime, die das Gelände genau studiert hatten, die Byzantiner in eine offene Feldschlacht, die die Byzantiner in der Regel vermieden, und in eine Reihe kostspieliger Angriffe, bevor sie die tiefen Täler und Klippen in eine katastrophale Todesfalle verwandelten. Die Niederlage der Byzantiner nahm nun katastrophale Ausmaße an.
Im April 637 nahmen die Araber nach langer Belagerung Jerusalem ein, das von Patriarch Sophronius aufgegeben werden musste. Im Sommer 637 eroberten die Muslime Gaza, und im selben Zeitraum erkauften die Byzantiner in Ägypten und Mesopotamien einen teuren Waffenstillstand, der für Ägypten drei Jahre und für Mesopotamien ein Jahr dauerte. Antiochia fiel Ende 637 in die Hände der Araber, und bis dahin hatten die Muslime ganz Nordsyrien besetzt, mit Ausnahme von Obermesopotamien, dem sie einen einjährigen Waffenstillstand gewährten.
Nach Ablauf des Waffenstillstands (638–639) überrannten die Araber das byzantinische Mesopotamien und das byzantinische Armenien und beendeten die Eroberung Palästinas mit der Erstürmung von Caesarea Maritima und der endgültigen Einnahme von Askalon. Im Dezember 639 verließen die Muslime Palästina und begannen Anfang 640 ihren Feldzug in Ägypten.

### Arabische Eroberungen in Nordafrika: 639–698

#### Eroberung von Ägypten und der Cyrenaika

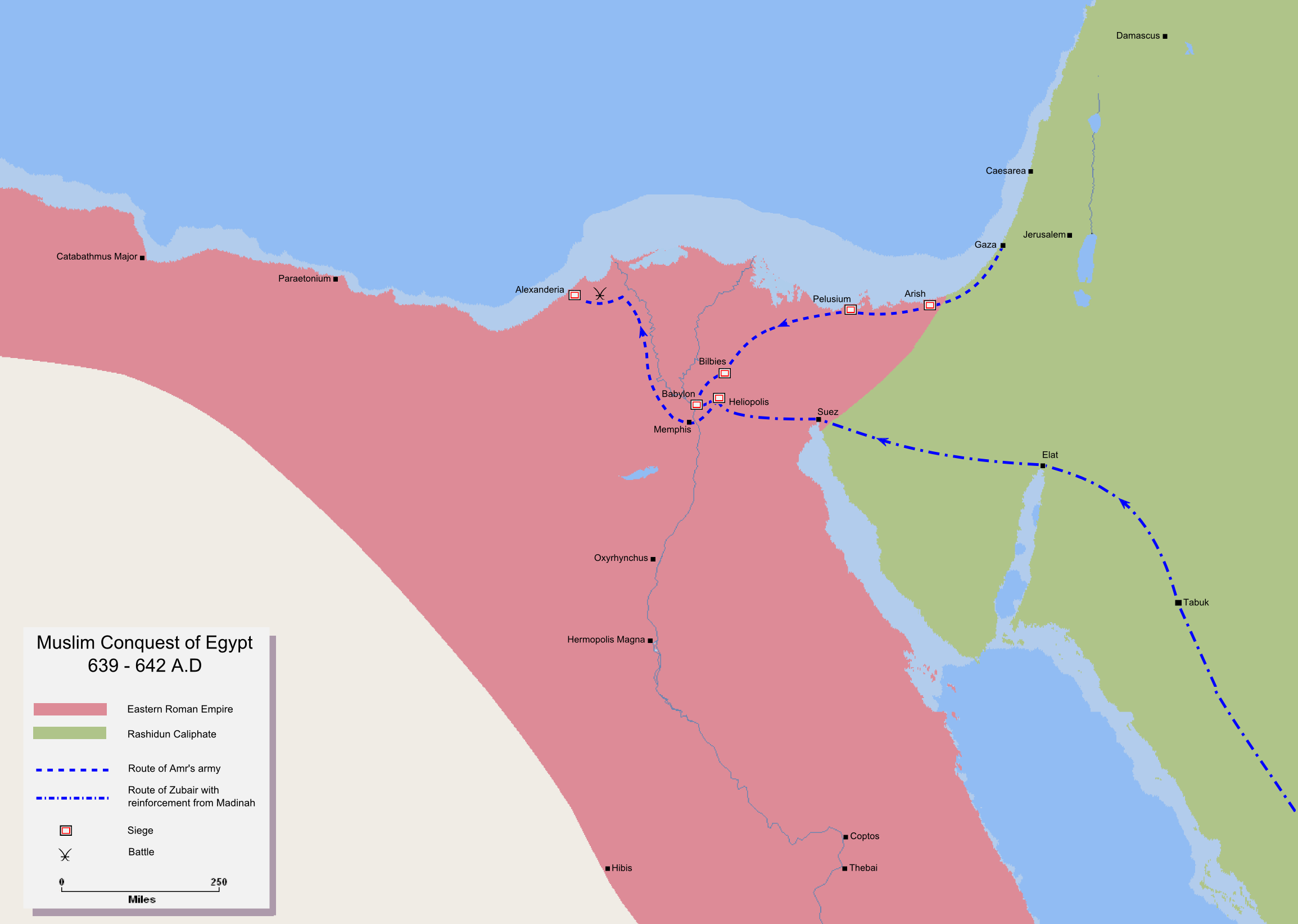
Arabische Invasionsroute in Unterägypten

Als Herakleios starb, war ein Großteil Ägyptens verloren, und 637–638 war ganz Syrien in der Hand der islamischen Heere. Mit 3.500 bis 4.000 Mann unter seinem Kommando zog ʿAmr ibn al-ʿĀs Ende 639 oder Anfang 640 von Palästina aus nach Ägypten. Nach und nach erhielt er weitere Verstärkung, darunter 12.000 Soldaten von Az-Zubair ibn al-ʿAuwām. 'Amr belagerte und eroberte zunächst die Festung Babylon und griff dann Alexandria an. Die Byzantiner, die durch den plötzlichen Verlust eines so großen Gebietes gespalten und geschwächt waren, erklärten sich im September 642 bereit, die Stadt aufzugeben. Der Fall von Alexandria beendete die byzantinische Herrschaft in Ägypten und ermöglichte es den Muslimen, ihre militärische Expansion in Nordafrika fortzusetzen; zwischen 643 und 644 schloss 'Amr die Eroberung der Cyrenaica ab. ʿUthmān ibn ʿAffān folgte Kalif ʿUmar ibn al-Chattāb nach dessen Tod.
Arabischen Historikern zufolge hießen die örtlichen christlichen Kopten die Araber ebenso willkommen wie die Monophysiten in Jerusalem. Inwiefern dies zutreffend ist, ist jedoch umstritten. Später kam es gerade in Ägypten zu Aufständen gegen die arabische Fremdherrschaft, zumal sich die Religionspolitik der Kalifen immer mehr verschärfte (siehe Hauptartikel zur islamischen Expansion mit den dortigen Belegen).
Der Verlust der reichen Provinz Ägypten beraubte die Byzantiner eines Großteils ihrer wertvollen Weizenlieferungen aus dem Nildelta, was zu einer Nahrungsmittelknappheit im gesamten byzantinischen Reich führte und seine Armeen in den folgenden Jahrzehnten schwächte. Die byzantinische Flotte eroberte Alexandria 645 kurzzeitig zurück, verlor es aber 646 kurz nach der Schlacht bei Nikiou wieder. Die islamischen Truppen überfielen Sizilien im Jahr 652, während Zypern und Kreta im Jahr 653 erobert wurden.
Im Jahr 647 fiel ein arabisches Heer unter der Führung von ʿAbdallāh ibn Saʿd in das byzantinische Exarchat von Karthago ein. Tripolitanien wurde erobert, gefolgt von Sufetula, 240 km südlich von Karthago, und der Gouverneur und selbsternannte Kaiser von Karthago, Gregor, wurde getötet. Abdallahs mit Beute beladene Truppen kehrten 648 nach Ägypten zurück, nachdem Gregors Nachfolger Gennadius ihnen einen jährlichen Tribut von etwa 300.000 nomismata versprochen hatte. Im Jahr 670 wurde Kairouan als Stützpunkt für weitere Invasionen gegründet. Kairouan wurde zur Hauptstadt der islamischen Provinz Ifriqiya und zu einem der wichtigsten arabisch-islamischen religiösen Zentren des Mittelalters.
Bei seiner Eroberung des Maghreb nahm ʿUqba ibn Nāfiʿ die Küstenstädte Bejaia und Tanger ein und überwältigte die einstige ost römische Provinz Mauretanien, wo er schließlich aufgehalten wurde, als er auf den Widerstand von Berbern und Byzantinern stieß. Bis 709 befand sich nur noch Ceuta in Nordafrika in byzantinischer Hand.

### Arabische Angriffe auf Anatolien und Belagerungen von Konstantinopel
Als die erste Welle der muslimischen Eroberungen im Nahen Osten abebbte und eine halbwegs dauerhafte Grenze zwischen den beiden Reichen errichtet wurde, entstand in Kilikien ein weites Gebiet, das weder von Byzantinern noch von Arabern beansprucht wurde und praktisch menschenleer war (im Arabischen als al-Ḍawāḥī bekannt, „die äußeren Länder“ und auf Griechisch τὰ ἄκρα, ta akra, ‚die äußersten Enden‘). Diese Region lag entlang der südlichen Ausläufer des Taurus und des Anti-Taurus-Gebirges, wobei Syrien in muslimischer und die anatolische Hochebene in byzantinischer Hand blieben. Sowohl Kaiser Herakleios als auch der Kalif 'ʿUmar (reg. 634–644) verfolgten in diesem Gebiet eine Strategie der verbrannten Erde und versuchten, es in eine wirksame Barriere zwischen den beiden Reichen zu verwandeln.
Dennoch betrachteten die Umayyaden die vollständige Unterwerfung von Byzanz als ihr oberstes Ziel. Ihr Denken wurde von der islamischen Lehre beherrscht, die die ungläubigen Byzantiner im Dār al-Ḥarb, dem „Haus des Krieges“, ansiedelte, das, in den Worten des Islamwissenschaftlers Hugh N. Kennedy: „die Muslime angreifen sollten, wann immer es möglich war; statt eines von gelegentlichen Konflikten unterbrochenen Friedens wurde die Normalität als Konflikt angesehen, der von einem gelegentlichen, vorübergehenden Waffenstillstand (hudna) unterbrochen wurde. Wahrer Frieden (ṣulḥ) konnte nur eintreten, wenn der Feind den Islam oder den Status eines Tributpflichtigen akzeptierte.“
Sowohl als Gouverneur von Syrien als auch später als Kalif war Muʿāwiya I. (reg. 661–680) die treibende Kraft der muslimischen Bemühungen gegen Byzanz, insbesondere durch die Schaffung einer Flotte, die die byzantinische Marine herausforderte und byzantinische Gebiete überfiel. Er gründete 649 eine Flotte, die mit monophysitisch-christlichen, koptischen und jakobitischen syrisch-christlichen Seeleuten und muslimischen Truppen besetzt war. Dies führte zur Niederlage der byzantinischen Flotte in der Schlacht von Phoinix im Jahr 655 und öffnete das Mittelmeer, das bis dahin ein „römisches Meer“ war. Das war der Beginn einer jahrhundertelangen Reihe von maritimen Konflikten um die Vormacht im Mittelmeer. In der Schlacht wurden 500 byzantinische Schiffe zerstört, und Kaiser Konstantin II. wurde fast getötet. Auf Anweisung des Kalifen ʿUthmān ibn ʿAffān bereitete Muʿāwiya dann die Belagerung von Konstantinopel vor. Muʿāwiya initiierte auch die ersten groß angelegten Raubzüge in Anatolien ab 641. Diese Expeditionen, die sowohl auf Plünderungen als auch auf die Schwächung und Eindämmung der Byzantiner abzielten, sowie die entsprechenden byzantinischen Vergeltungsangriffe wurden schließlich zu einem festen Bestandteil der byzantinisch-arabischen Kriegsführung in den nächsten drei Jahrhunderten.

Der Handel zwischen den muslimischen Ost- und Südküsten und den christlichen Nordküsten des Mittelmeers kam in dieser Zeit fast zum Erliegen, wodurch Westeuropa von den Entwicklungen in der muslimischen Welt isoliert wurde: „In der Antike war die Reise von Italien nach Alexandria alltäglich; in der frühen islamischen Zeit waren die beiden Länder so weit voneinander entfernt, dass selbst die grundlegendsten Informationen unbekannt waren“. 

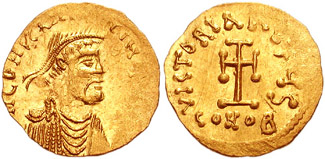
Goldtremissis von Konstantin II.

Der Ausbruch des muslimischen Bürgerkriegs im Jahr 656 verschaffte Byzanz eine kostbare Atempause, die Kaiser Konstantin II. (reg. 641–668) nutzte, um seine Verteidigungsanlagen zu verstärken, seine Kontrolle über Armenien zu festigen und vor allem eine große Heeresreform mit nachhaltiger Wirkung einzuleiten: die Einrichtung der Themen, der großen territorialen Verwaltungseinheiten, in die Anatolien, das größte verbliebene Gebiet des Reichs aufgeteilt wurde. In jedem dieser Kommandos wurden die verbliebenen Feldheere angesiedelt, und die Soldaten erhielten als Lohn für ihren Dienst Land zugewiesen. Die Themen sollten über Jahrhunderte hinweg das Rückgrat des byzantinischen Verteidigungssystems bilden. Es ist jedoch umstritten, ob die sogenannte Themenverfassung um Mitte des 7. Jahrhunderts das Ergebnis einer Reform war oder nicht vielmehr sukzessiv aufgrund der veränderten Bedrohungslage entstand.

#### Angriffe auf byzantinische Besitztümer in Afrika, Sizilien und im Osten
Nach seinem Sieg im Bürgerkrieg startete Muʿāwiya eine Reihe von Angriffen gegen die byzantinischen Besitzungen in Afrika, Sizilien und im Osten. Um 670 war die muslimische Flotte in das Marmarameer vorgedrungen und überwinterte in Cyzicus. Vier Jahre später tauchte erneut eine gewaltige muslimische Flotte im Marmarameer auf und errichtete erneut einen Stützpunkt in Cyzicus, von wo aus sie die byzantinischen Küsten fast nach Belieben überfielen. Schließlich schickte Muʿāwiya 676 ein Heer aus, um Konstantinopel auch vom Land aus zu belagern, womit die erste arabische Belagerung der Stadt begann. Konstantin IV. (reg. 661–685) setzte jedoch eine verheerende neue Waffe ein, die unter dem Namen „Griechisches Feuer“ bekannt wurde und von einem christlichen Flüchtling aus Syrien namens Kallinikos von Heliopolis erfunden worden war, um die angreifende Flotte der Umayyaden im Marmarameer entscheidend zu besiegen, was zum Ende der Belagerung im Jahr 678 führte. Die zurückkehrende muslimische Flotte erlitt weitere Verluste durch Stürme, während die Armee viele Männer an die byzantinischen Heere verlor, die sie auf ihrem Rückweg angriffen. Unter den bei der Belagerung Getöteten befand sich auch Abū Ayyūb al-Ansārī, der Bannerträger Mohammeds und der letzte seiner Gefährten; für Muslime gilt sein Grab heute als eine der heiligsten Stätten in Istanbul.
Auf den Rückschlag in Konstantinopel folgten weitere Rückschläge für das Kalifat. Die zahlreichen eroberten Gebiete waren nur schwer zu halten. Der dritte Gouverneur Afrikas, Zuheir, wurde von einem Heer gestürzt, das Konstantin IV. von Konstantinopel aus zur Befreiung Karthagos entsandt hatte. Währenddessen tobte in Arabien und Syrien ein zweiter arabischer Bürgerkrieg, der zwischen dem Tod von Muʿāwiya im Jahr 680 und der Thronbesteigung von Abd al-Malik im Jahr 685 zu einer Reihe von vier Kalifen führte und bis zum Tod des Rebellenführers im Jahr 692 andauerte.
Die Araberkriege von Justinian II. (regierte 685–695 und 705–711), dem letzten Kaiser der Herakliden-Dynastie, „spiegelten das allgemeine Chaos der Zeit wider“. Nach einem erfolgreichen Feldzug schloss er einen Waffenstillstand mit den Arabern und vereinbarte den gemeinsamen Besitz von Armenien, Iberien und Zypern. 692, nach der katastrophalen Schlacht von Sebastopolis, fielen die Muslime jedoch in ganz Armenien ein und eroberten es. 695 abgesetzt, kehrte Justinian nach dem Verlust von Karthago 698 zwischen 705 und 711 an die Macht zurück. Seine zweite Regierungszeit war geprägt von arabischen Siegen in Kleinasien und inneren Unruhen.
Auf die erste und zweite Absetzung Justinians folgten innere Unruhen mit aufeinanderfolgenden Aufständen und Kaisern ohne Legitimität oder Unterstützung. In diesem Klima festigten die Umayyaden ihre Kontrolle über Armenien und Kilikien und bereiteten eine neue Offensive gegen Konstantinopel vor. In Byzanz hatte der Feldherr Leo III. (regierte 717–741) im März 717 gerade den Thron bestiegen, als die gewaltige muslimische Armee unter Feldherr Maslama sich auf die kaiserliche Hauptstadt zubewegte. Die Armee und Marine des Kalifats unter der Führung von Maslama umfasste alten Quellen zufolge etwa 120.000 Mann und 1.800 Schiffe. Wie hoch die tatsächliche Zahl auch gewesen sein mag, es handelte sich um eine gewaltige Streitmacht, die die von Byzanz weit übertraf. Zum Glück für Leo waren die Seemauern der Hauptstadt kürzlich repariert und verstärkt worden. Darüber hinaus schloss der Kaiser ein Bündnis mit dem bulgarischen Khan Terwel, der sich bereit erklärte, die Nachhut der Invasoren anzugreifen.

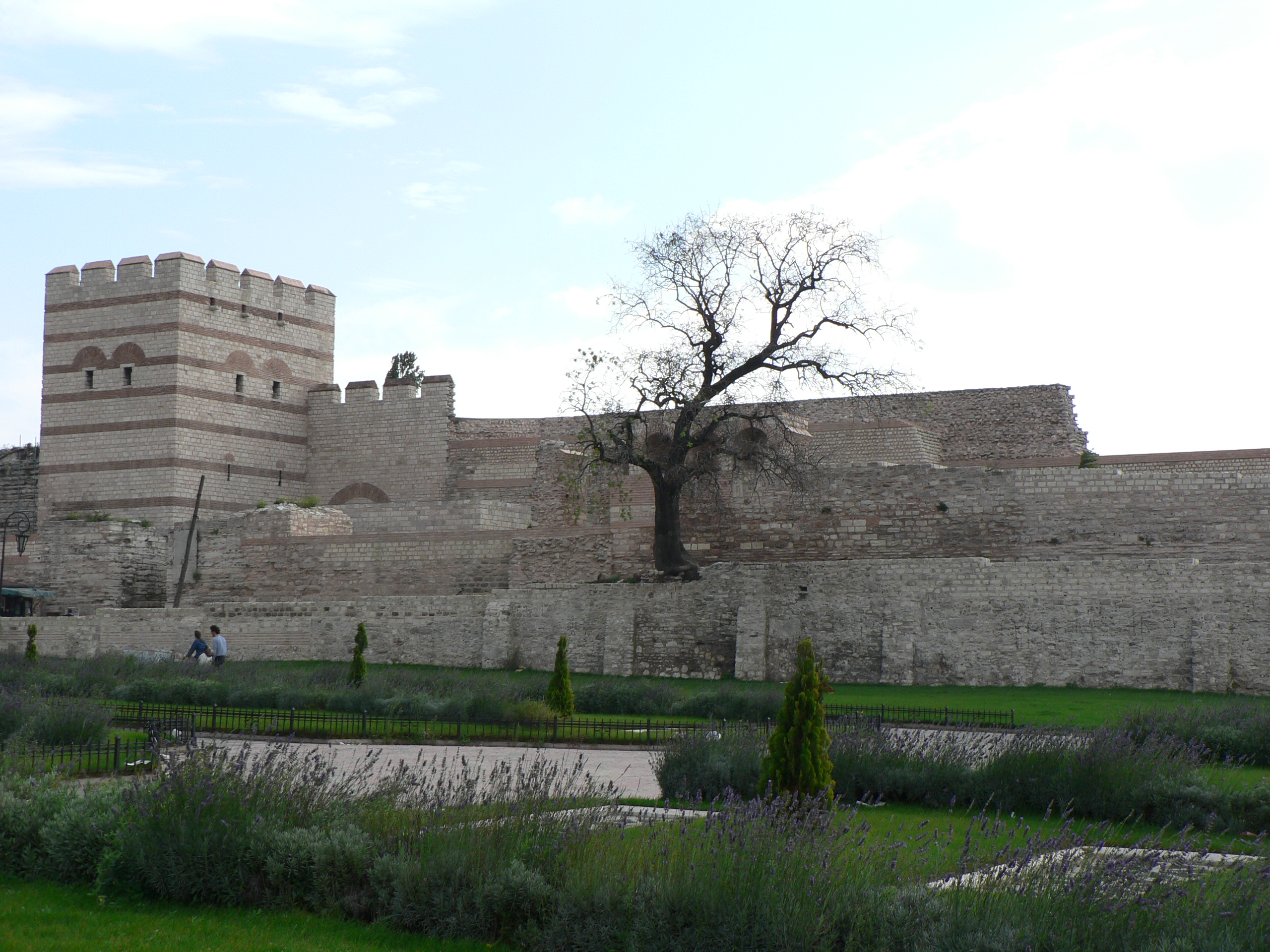
Die theodosianischen Mauern von Konstantinopel.

Von Juli 717 bis August 718 wurde Konstantinopel von den Muslimen erneut belagert. Der arabische Versuch, die Blockade auf dem Seeweg zu vervollständigen, scheiterte jedoch, als die byzantinische Flotte griechisches Feuer gegen sie einsetzte. Die arabische Flotte hielt sich weit von den Stadtmauern entfernt, so dass die Versorgungswege Konstantinopels offen blieben. Das Belagerungsheer war gezwungen, die Belagerung bis in den Winter hinein auszudehnen und erlitt durch die Kälte und den Mangel an Proviant horrende Verluste.
Im Frühjahr schickte der Kalif ʿUmar ibn ʿAbd al-ʿAzīz (reg. 717–720) neue Verstärkungen auf dem Seeweg aus Afrika und Ägypten und auf dem Landweg durch Kleinasien. Die Besatzungen der neuen Flotten bestanden überwiegend aus Christen, die in großer Zahl überliefen, während die Landstreitkräfte in Bithynien in einen Hinterhalt gerieten und besiegt wurden. Da das arabische Lager weiterhin von Hungersnöten und einer Epidemie heimgesucht wurde, wurde die Belagerung am 15. August 718 abgebrochen. Bei ihrer Rückkehr erlitt die arabische Flotte weitere Verluste durch Stürme und einen Ausbruch des Vulkans von Thera.

## Stabilisierung der Grenze, 718–863
Die erste Welle der muslimischen Eroberungen endete mit der Belagerung Konstantinopels im Jahr 718, und die Grenze zwischen den beiden Reichen wurde entlang der Berge Ostanatoliens stabilisiert. Überfälle und Gegenangriffe wurden auf beiden Seiten fortgesetzt und fast schon ritualisiert, aber die Aussicht auf eine vollständige Eroberung von Byzanz durch das Kalifat rückte in den Hintergrund. Dies führte zu weitaus regelmäßigeren und oft freundschaftlichen diplomatischen Kontakten sowie zu einer gegenseitigen Anerkennung der beiden Reiche.
Als Reaktion auf die muslimische Bedrohung, die in der ersten Hälfte des 8. Jahrhunderts ihren Höhepunkt erreichte, verfolgten die isaurischen Kaiser eine Politik des Ikonoklasmus, die 786 aufgegeben wurde, um dann in den 820er Jahren wieder aufgenommen und 843 endgültig aufgegeben zu werden. Unter der makedonischen Dynastie, die den Niedergang und die Zersplitterung des abbasidischen Kalifats ausnutzte, gingen die Byzantiner allmählich in die Offensive und gewannen im 10. Jahrhundert große Gebiete zurück, die jedoch nach 1071 an die Seldschuken verloren gingen.

### Raubzüge unter den letzten Umayyaden und der byzantinische Bilderstreit

Karte des byzantinisch-arabischen Grenzgebiets im südöstlichen Kleinasien, entlang des Taurus-Antitaurus-Gebirges

Nach der gescheiterten Eroberung Konstantinopels in den Jahren 717–718 lenkten die Umayyaden ihre Aufmerksamkeit eine Zeit lang auf andere Gebiete, was es den Byzantinern ermöglichte, in die Offensive zu gehen und einige Erfolge in Armenien zu erzielen. Ab 720/721 nahmen die arabischen Armeen ihre Feldzüge gegen das byzantinische Anatolien wieder auf, obwohl sie nun nicht mehr auf Eroberung abzielten, sondern auf groß angelegte Raubzüge, bei denen sie das Land plünderten und verwüsteten und nur gelegentlich Festungen oder größere Siedlungen angriffen.
Unter den späten Umayyaden- und frühen Abbasiden-Kalifen wurde die Grenze zwischen Byzanz und dem Kalifat entlang der Gebirgskette zwischen Taurus und Titaurus stabilisiert. Auf arabischer Seite wurde Kilikien dauerhaft besetzt, und seine verlassenen Städte wie Adana, Mopsuestia (al-Massisa) und vor allem Tarsus wurden unter den frühen Abbasiden wieder befestigt und neu besiedelt. Auch in Obermesopotamien wurden Orte wie Germanikeia (Mar'ash), Hadath und Melitene (Malatya) zu wichtigen Militärzentren. Das Grenzgebiet war stark befestigt und militarisiert.
Sowohl die Umayyaden als auch später die Abbasiden betrachteten die jährlichen Expeditionen gegen den „traditionellen Feind“ des Kalifats weiterhin als integralen Bestandteil des fortdauernden Dschihad, und sie wurden bald in regelmäßiger Form organisiert: ein bis zwei Sommerexpeditionen (pl. ṣawā 'if, sing. ṣā 'ifa), manchmal begleitet von einem Seeangriff und/oder gefolgt von Winterexpeditionen (shawātī). Diese Überfälle beschränkten sich weitgehend auf das Grenzgebiet und die zentrale anatolische Hochebene und erreichten nur selten die peripheren Küstengebiete, die die Byzantiner stark befestigten. Unter dem aggressiveren Kalifen Hischām ibn ʿAbd al-Malik (reg. 723–743) intensivierten sich die arabischen Expeditionen zeitweise und wurden von einigen der fähigsten Generäle des Kalifats angeführt.
Im Inneren wurde Byzanz im 8. und 9. Jahrhundert durch den sogenannten Bilderstreit erschüttert. In der modernen Forschung wird dieser wichtige Abschnitt der mittelbyzantinischen Zeit allerdings sehr viel differenzierter betrachtet. Verglichen mit der außenpolitischen Bedrohung, scheinen die erhaltenen (bilderfreundlichen) Quellen ein recht verzerrtes Bild von dieser inneren Auseinandersetzung zu vermitteln, das nicht der Realität entspricht. So ist es bereits sehr fraglich, ob es durch die „ikonoklastischen“ (bilderfeindlichen) Kaiser ab Leo III. zu einem regelrechten Bilderverbot oder blutigen Verfolgungen aufgrund der Bilderverehrung gekommen ist, wie dies in einigen Quellen geschildert wird. Sicher ist, dass Leo und sein Sohn Konstantin V. überzeugte Christen waren und der Ikonenverehrung (die damals auch einen weitaus geringeren Stellenwert hatte) eher ablehnd gegenüberstanden. Ihre Maßnahmen waren aber anscheinend weitaus weniger dramatisch als in der älteren Forschung angenommen, zumal beide Kaiser militärisch erfolgreich und durchaus bei Armee und Bevölkerung beliebt waren, was selbst die erhaltenen und tendenziösen bilderfreundlichen Quellen nicht ganz übertünchen können, wie die neuere Forschung belegt. Der Bilderstreit (in welcher Form auch immer er sich im Detail abgespielt hat) hinderte die byzantinischen Kaiser offenbar nicht daran, militärisch erfolgreich zu agieren.
Das Umayyaden-Kalifat wurde zunehmend durch andere Konflikte abgelenkt, insbesondere durch die Konfrontation mit den Chasaren, mit denen Leo III. ein Bündnis geschlossen hatte, indem er seinen Sohn und Erben Konstantin V. (reg. 741–775) mit der Chasarenprinzessin Tzitzak verheiratete. Erst in den späten 730er Jahren wurden die muslimischen Überfälle wieder zu einer Bedrohung, doch der große byzantinische Sieg bei Akroinon und die Unruhen innerhalb des Kalifats führten zu einer Pause bei den arabischen Angriffen auf das Reich. Sie ebneten auch den Weg für eine aggressivere Haltung Konstantins V. (reg. 741–775), der 741 den wichtigsten arabischen Stützpunkt Melitene angriff und weitere Siege errang. Diese Erfolge wurden auch von Leo III. und seinem Sohn Konstantin als Beweis für die erneute Gunst Gottes gedeutet und stärkten die Position des Ikonoklasmus innerhalb des Reiches.

### Frühe Abbasiden

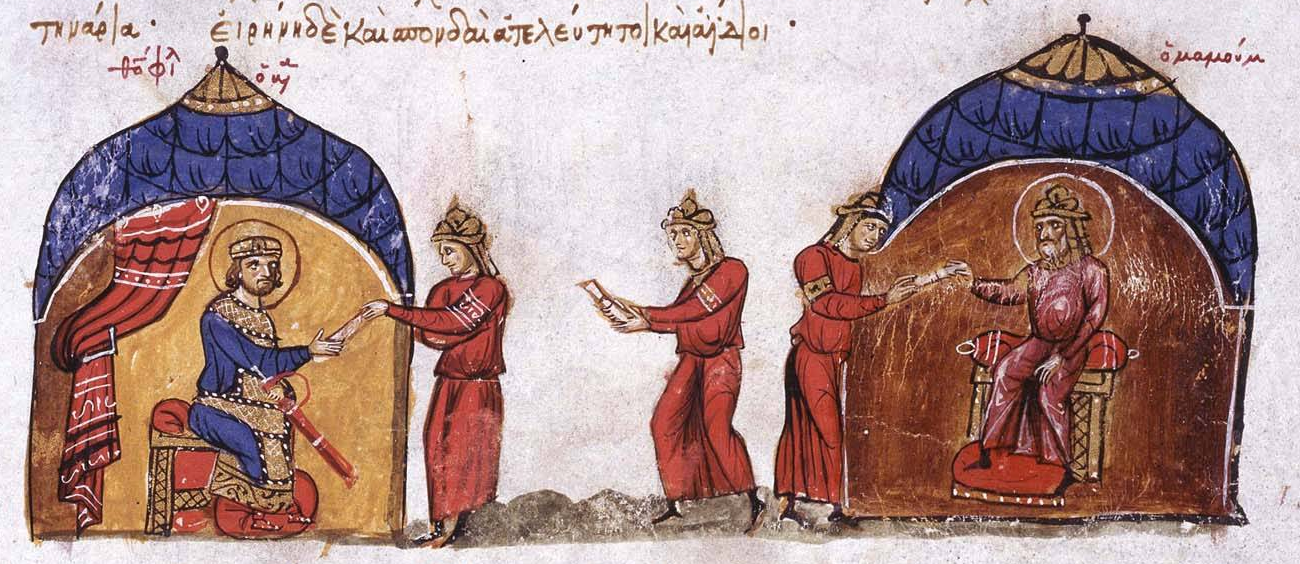
Der abbasidische Kalif Al-Ma'mun schickt einen Gesandten zum byzantinischen Kaiser Theophilos

Im Gegensatz zu ihren umayyadischen Vorgängern verfolgten die abbasidischen Kalifen kein aktives Expansionsbestreben: Im Allgemeinen begnügten sie sich mit den erreichten territorialen Grenzen, und die Feldzüge, die sie nach außen führten, waren Vergeltungsmaßnahmen oder Präventivmaßnahmen, die dazu dienten, ihre Grenzen zu schützen und die abbasidische Macht zu erhalten. Gleichzeitig blieben vor allem die Feldzüge gegen Byzanz für den Eigenbedarf wichtig. Die jährlichen Raubzüge, die in den Wirren nach der Abbasidenrevolution fast zum Erliegen gekommen waren, wurden ab ca. 780 mit neuem Elan unternommen und waren die einzigen Expeditionen, an denen der Kalif oder seine Söhne persönlich teilnahmen.
Als Symbol für die rituelle Rolle des Kalifen als Anführer der muslimischen Gemeinschaft wurden sie in der offiziellen Propaganda eng mit der Leitung der jährlichen Pilgerfahrt (Haddsch) nach Mekka durch Mitglieder der abbasidischen Familie verknüpft. Darüber hinaus war die ständige Kriegsführung auf den syrischen Märschen für die Abbasiden von Nutzen, da sie den syrischen und irakischen Militäreliten und den zahlreichen Freiwilligen (muṭṭawi'a), die zur Teilnahme am Dschihad strömten, Beschäftigung bot.
Der Kalif Harun al-Raschid (reg. 786–809) wollte seine Frömmigkeit und seine Rolle als Führer der muslimischen Gemeinschaft unterstreichen. In seiner Regierungszeit war er der energischste der frühen Abbasiden-Herrscher in seiner Kriegsführung gegen Byzanz: Er errichtete seinen Sitz in Rakka nahe der Grenze, ergänzte 786 die Thughur durch die Errichtung einer zweiten Verteidigungslinie entlang Nordsyrien, der al-'Awasim, und soll abwechselnd den Haddsch und einen Feldzug nach Anatolien geleitet haben, darunter die größte Expedition unter den Abbasiden im Jahr 806.
Im Byzantinischen Reich kam es zu Bürgerkriegen, oft mit arabischer Beteiligung. Mit Unterstützung des Kalifen Al-Ma'mun fielen Araber unter der Führung von Thomas dem Slawen ein, so dass innerhalb weniger Monate nur noch zwei Themen in Kleinasien Kaiser Michael II. treu blieben. Als die Araber Thessaloniki, die zweitgrößte Stadt des Reiches, einnahmen, wurde sie schnell von den Byzantinern zurückerobert. Thomas’ Belagerung von Konstantinopel im Jahr 821 kam nicht über die Stadtmauern hinaus und er war gezwungen, sich zurückzuziehen.
Die Araber gaben ihre Pläne für Kleinasien nicht auf und begannen im Jahr 838 eine weitere Invasion, bei der sie die Stadt Amorion plünderten.

### Sizilien, Italien und Kreta
Während im Osten ein relatives Gleichgewicht herrschte, änderte sich die Lage im westlichen Mittelmeer unwiederbringlich, als die Aghlabiden in den 820er Jahren mit der langsamen Eroberung Siziliens begannen. Von Tunesien aus eroberten die Araber zunächst Palermo (831), Messina (842), Enna (859) und schließlich Syrakus (878) und etablierten das Emirat von Sizilien. Unabhängig davon kam um 827 eine Gruppe von Andalusiern, die von den Abbasiden aus Alexandria vertrieben worden waren, nach Kreta. Die Andalusier errichteten ihre wichtigste Stadt und Festung in Iraklio, das später ihre Hauptstadt wurde, nachdem sie das byzantinische Gebiet unterworfen und das Emirat von Kreta gegründet hatten.

## Wiederaufstieg der Byzantiner, 863–11. Jahrhundert

Eine Karte des byzantinisch-arabischen Seewettbewerbs im Mittelmeer, 7. bis 11. Jahrhundert

Im Jahr 863, während der Herrschaft Michaels III., besiegte der byzantinische General Petronas eine arabische Invasionsstreitmacht unter dem Kommando von ʿUmar ibn ʿAbdallāh ibn Marwān in der Schlacht von Lalakaon und schlug sie vernichtend, so dass das Emirat Melitene keine ernsthafte militärische Bedrohung mehr darstellte. Umar starb in der Schlacht, und die Reste seiner Armee wurden in den anschließenden Kämpfen vernichtet, so dass die Byzantiner den Sieg als Rache für die frühere arabische Plünderung von Amorion feiern konnten, während die Nachricht von den Niederlagen in Bagdad und Samarra Unruhen auslöste. In den folgenden Monaten drangen die Byzantiner erfolgreich in Armenien ein und töteten den muslimischen Gouverneur in Armenien sowie den paulinischen Anführer Karbeas. Diese byzantinischen Siege markierten einen Wendepunkt, der eine jahrhundertelange byzantinische Offensive nach Osten in muslimisches Gebiet einleitete.
Mit der Entstehung der makedonischen Dynastie im Jahr 867 und einer starken und geeinten byzantinischen Führung kehrte religiöser Frieden ein, während das Abbasidenreich nach 861 in zahlreiche Fraktionen zersplittert war. Basileios I. machte das Byzantinische Reich in einer Periode der territorialen Expansion wieder zu einer Regionalmacht, das zur stärksten Macht in Europa wurde, wobei seine Kirchenpolitik von guten Beziehungen zu Rom geprägt war. Basilius verbündete sich mit dem römisch-deutschen Kaiser Ludwig II. gegen die Araber, und seine Flotte säuberte das Adriatische Meer von deren Überfällen.
Mit byzantinischer Hilfe eroberte Ludwig II. im Jahr 871 Bari von den Arabern. Die Stadt wurde 876 byzantinisches Territorium. Die byzantinische Position auf Sizilien verschlechterte sich jedoch, und Syrakus fiel 878 an das Emirat von Sizilien. Catania ging 900 verloren, die Festung von Taormina schließlich 902. Sizilien blieb bis zur normannischen Invasion im Jahr 1071 unter arabischer Kontrolle. Obwohl Sizilien verloren ging, gelang es dem Feldherrn Nikephoros Phokas dem Älteren 880, Tarent und einen Großteil Kalabriens einzunehmen und damit den Grundstein für das spätere Katepanat Italien zu legen. Die Erfolge auf der italienischen Halbinsel leiteten eine neue Periode der byzantinischen Herrschaft in Italien ein. Vor allem begannen die Byzantiner, eine starke Präsenz im Mittelmeerraum und insbesondere in der Adria aufzubauen.
Unter Johannes Kurkuas eroberten die Byzantiner das Emirat Melitene, zusammen mit Theodosiopolis das stärkste der muslimischen Grenzemirate, und drangen in den 930er Jahren nach Armenien vor; die nächsten drei Jahrzehnte wurden vom Kampf des Phokas-Clans und seiner Angehörigen gegen die Hamdaniden von Aleppo beherrscht. Saif ad-Daula wurde schließlich von Nikephoros II. besiegt, der Kilikien und Nordsyrien eroberte, Aleppo einnahm und Kreta zurückeroberte. Sein Neffe und Nachfolger, Johannes Tzimiskes, drang noch weiter nach Süden vor und erreichte fast Jerusalem, doch sein Tod im Jahr 976 beendete die byzantinische Expansion nach Palästina.
Nach der Beendigung der internen Unruhen startete Basileios II. 995 einen neuen Feldzug gegen die Araber. Die byzantinischen Bürgerkriege hatten die Position des Reiches im Osten geschwächt, und die Errungenschaften von Nikephoros und Johannes Tzimiskes drohten verloren zu gehen, da Aleppo belagert wurde und Antiochia bedroht war. Basileios gewann mehrere Schlachten in Syrien, sicherte Aleppo, eroberte das Orontes-Tal und stieß weiter nach Süden vor. Obwohl er nicht über die Kraft verfügte, nach Palästina vorzudringen und Jerusalem zurückzuerobern, gelang es ihm durch seine Siege, einen großen Teil Syriens wieder dem Reich einzuverleiben.
Das byzantinische Land erstreckte sich 1025 „von der Straße von Messina und der nördlichen Adria im Westen bis zur Donau und der Krim im Norden und zu den Städten Melitene und Edessa jenseits des Euphrat im Osten“. Unter Basileios II. errichteten die Byzantiner einen Streifen neuer Themen, der sich im Nordosten von Aleppo (einem byzantinischen Protektorat) bis Manzikert erstreckte. Im Rahmen des Themen-Systems der militärischen und administrativen Verwaltung konnten die Byzantiner eine Truppenstärke von mindestens 200 000 Mann aufstellen, die in der Praxis jedoch strategisch über das gesamte Reich verteilt waren. Unter Basileios’ Herrschaft erreichte das Byzantinische Reich seine größte Blütezeit seit fast fünf Jahrhunderten, welche den folgenden vier Jahrhunderten nicht wieder erreicht wurde.

## Ende
Die gegenseitigen Kriege näherten sich ihrem Ende, als die Türken und verschiedene mongolische Invasoren zur neuen Bedrohung für beide Mächte aufstiegen. Ab dem 11. und 12. Jahrhundert gingen die byzantinischen Konflikte in die byzantinisch-seldschukischen Kriege über, als die Seldschuken Anatolien angriffen.
Nach der Niederlage in der Schlacht von Manzikert gegen die Türken im Jahr 1071 konnte das Byzantinische Reich mit Hilfe der westlichen Kreuzfahrer seine Position als Großmacht in Vorderasien wiederherstellen. In der Zwischenzeit waren die wichtigsten arabischen Probleme die Angriffe der Kreuzfahrer und später die Kämpfe gegen die mongolischen Invasionen, insbesondere die der Ilchane und Timuriden.

## Auswirkungen

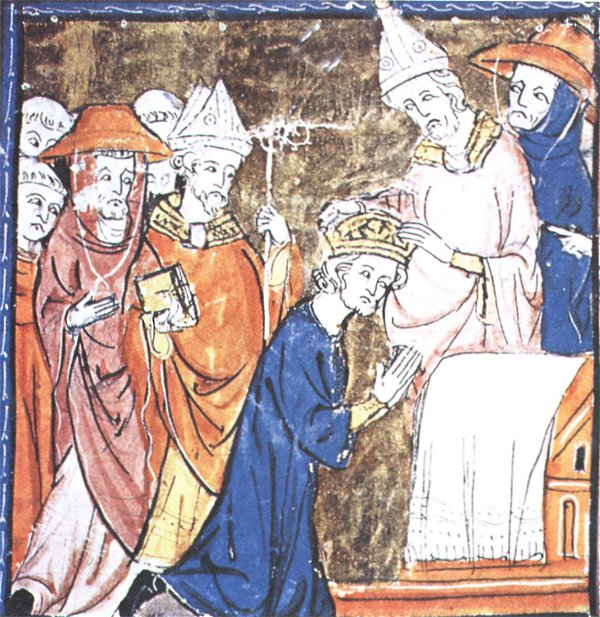
Die byzantinisch-arabischen Kriege schufen die Voraussetzungen für die Entwicklung des Feudalismus im mittelalterlichen Europa.

Wie jeder Krieg dieser Länge hatte auch der langwierige Byzantinisch-Arabische Krieg lang anhaltende Auswirkungen sowohl auf das Byzantinische Reich als auch auf die arabische Welt. Die Byzantiner erlitten erhebliche Gebietsverluste. Während die eindringenden Araber jedoch eine starke Kontrolle über den Nahen Osten und Afrika erlangten, wurden weitere Eroberungen in Westasien gestoppt. Der Schwerpunkt des Byzantinischen Reiches verlagerte sich von den westlichen Rückeroberungen Justinians auf eine primär defensive Position gegenüber den islamischen Armeen an seinen östlichen Grenzen. Ohne byzantinische Einmischung in die entstehenden christlichen Staaten Westeuropas gab die Situation dem Feudalismus und der wirtschaftlichen Autarkie einen enormen Auftrieb.
Eine der wichtigsten Auswirkungen war die Belastung der Beziehungen zwischen Rom und Byzanz. Während das Reich um sein Überleben gegen die islamischen Armeen kämpfte, war es nicht mehr in der Lage, dem Papsttum den Schutz zu bieten, den es einst geboten hatte; schlimmer noch, die Kaiser „griffen routinemäßig in das Innenleben der Kirche in Bereichen ein, die eindeutig außerhalb der Zuständigkeit des Staates lagen“. So wurde Karl der Große und das Frankenreich von Henri Pirenne als ein indirektes Produkt Mohammeds bezeichnet. Dies ist allerdings zumindest fraglich, da das Frankenreich der Merowinger bereits lange zuvor entstanden war und Pirennes Thesen in der modernen Forschung nicht unumstritten sind.
Das Heilige Römische Reich als Nachfolger Karls des Großen sollte den Byzantinern später unter Ludwig II. und während der Kreuzzüge zu Hilfe kommen, doch die Beziehungen zwischen den beiden Reichen waren angespannt. Laut der Chronicon Salernitanum schrieb Kaiser Basileios einen verärgerten Brief an seinen westlichen Amtskollegen, in dem er ihn für die Anmaßung des Kaisertitels rügte.